# Géographie de la Colombie-Britannique
Pour un article plus général, voir Colombie-Britannique.

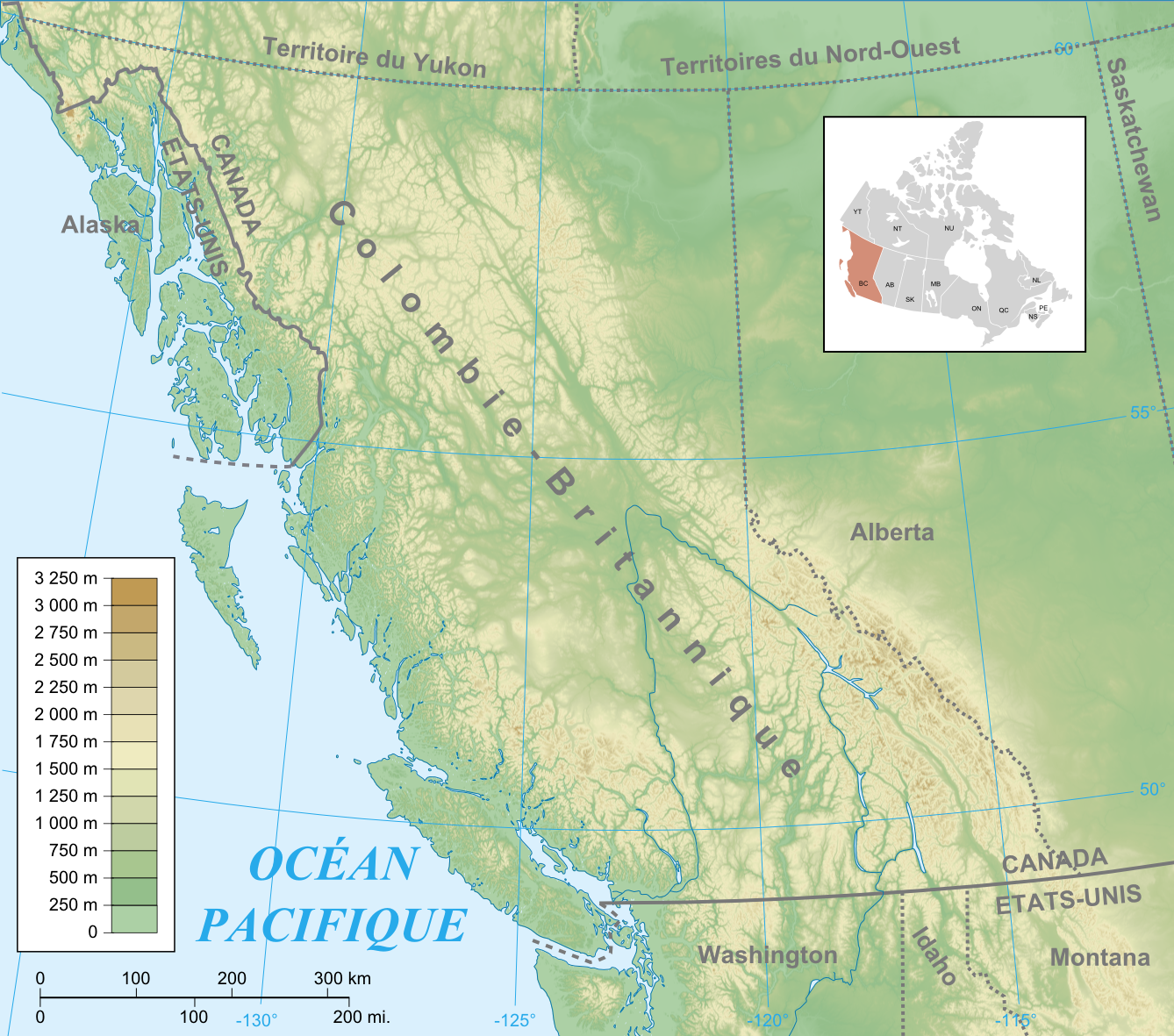
Carte physique de la Colombie-Britannique

La Colombie-Britannique est la province qui est située la plus au sud-ouest du Canada. Elle est longée à l'ouest par l'océan Pacifique, au nord-ouest par l'Alaska Panhandle, au nord par le Yukon et les Territoires du Nord-Ouest, à l'est par la province de l'Alberta et au sud par les États américains de Washington, de l'Idaho et du Montana.
La province est principalement dominée par des chaînes montagneuses recouvertes de vastes forêts, tandis que ses côtes sont découpées de nombreux fjords qui abritent des eaux profondes. Les îles sont particulièrement nombreuses et l'une d'entre elles, l'île de Vancouver, a une très grande superficie.
Les paysages souvent spectaculaires de la Colombie-Britannique sont le résultat de l'activité tectonique et de la dernière période glaciaire.
La majeure partie de la population est concentrée sur la côte du Pacifique, notamment dans la région de Vancouver, située à l'extrême sud-ouest de la partie continentale de la province. La densité de la population est faible et la vie sauvage occupe la plus grande partie d'un territoire souvent encore vierge et qui constitue un ensemble d'écosystèmes remarquables.

## Situation et dimensions

### Situation

Situation géographique de la Colombie-Britannique au sud-ouest du Canada

La Colombie-Britannique est globalement située entre le 49e parallèle nord (au sud) et le 60e parallèle nord (au nord) et entre 114°ouest (à l'est) et 139°ouest (à l'ouest) de longitude. La limite sud du 49e parallèle correspond à la frontière avec les États-Unis qui a été officiellement établie par le traité de l'Oregon en 1846, cependant l'extrémité sud de l'île de Vancouver est encore plus au sud (48°50').
La province a une forme allongée orientée du sud-est vers le nord-ouest, que l'on peut schématiser par un parallélogramme.
- Limite ouest : elle correspond pour sa moitié sud à la côte Pacifique qui est très découpée, elle est longée dans son quart sud par l'île de Vancouver qui lui est parallèle. La moitié nord de la limite ouest correspond à la frontière avec l'Alaska du sud-est.
- Limite nord : c'est une ligne qui suit le 60e parallèle.
- Limite est : elle suit le méridien de 120° de longitude dans sa moitié nord, puis suit la ligne de crêtes des Montagnes rocheuses qui s'écarte légèrement vers l'est (114°) dans sa moitié sud (cette ligne est une portion du Continental Divide, la ligne continentale de partage des eaux d'Amérique du Nord).
- Limite sud : elle correspond au 49e parallèle nord, sauf pour la partie sud de l'île de Vancouver qui est un peu plus au sud. À noter que la petite péninsule continentale de Point Roberts est découpée en deux par la frontière avec les États-Unis, la partie sud de cette péninsule formant ainsi une minuscule enclave des États-Unis.

Longitude et latitude de la province

### Dimensions
Sur son axe nord-sud, la Colombie-Britannique s'étend sur une amplitude de 21 degrés de longitude, ce qui correspond à environ 1 200 kilomètres.
Dans sa partie continentale, la largeur (axe est-ouest) varie entre 350 et 600 kilomètres.
La superficie de la province est de 944 735 km2, dont 925 186 recouverts par la terre ferme et 19 549 par des étendues d'eau (soit 2,1 %).
La côte étant très découpée, elle a une longueur de plus de 27 000 km et elle est bordée d'environ six mille îles dont la plupart sont inhabitées.
Pour ce qui est de la superficie, la Colombie-Britannique se situe à la troisième place des provinces du Canada. La province fait à peu près quatre fois la taille de la Grande-Bretagne et deux fois et demi celle du Japon. Elle est plus grande que n'importe quel État des États-Unis à l'exception de l'Alaska.

### Division en trois grandes régions

Les trois grandes régions de la Colombie-Britannique

Il est fréquent de diviser la Colombie-Britannique en trois grandes régions : le Lower Mainland, la Côte (The Coast) et l'Intérieur (The Interior).
Cette division n'a pas un caractère officiel et ne correspond pas à des critères géographiques déterminants, en fait elle a plutôt un caractère culturel et historique, mais elle est très utilisée dans la vie courante parmi les habitants de la province.
Définition des trois grandes régions :
- Le Lower Mainland est situé à l'extrême sud-ouest de la province autour de la ville de Vancouver et du delta du Fraser. Bien qu'elle couvre une superficie relativement réduite c'est la région la plus peuplée.
- La Côte (The Coast) est constituée de la bande de terrain située à l'ouest de la chaîne Côtière (à l'exclusion du Lower Mainland) ainsi que des très nombreuses îles qui bordent le littoral. C'est une région constituée essentiellement de montagnes recouvertes de forêts de conifères, au climat tempéré et humide.
- L'Intérieur (The Interior) s'étend sur la totalité des territoires à l'est de la chaîne Côtière, cette région est composée de montagnes et de plateaux (ainsi que de prairies dans le nord-est). Son climat y est plus sec et c'est dans cette région que l'on trouve les températures les plus extrêmes.

## Histoire géologique
Avertissement : Les nombres mesurant, en millions d'années, les périodes écoulées depuis l’avènement des événements cités dans ce chapitre sont bien sûr des estimations issues d'études géologiques et doivent être considérés comme des ordres de grandeur.
La Colombie-Britannique est un territoire d'une diversité géologique particulièrement riche et complexe, tant du point de vue des types de roches que des structures géologiques. Cette diversité s'explique par la manière dont s'est formée la province il y a plusieurs millions d'années.

### Mouvements tectoniques

Il y a 200 millions d'années

Il y a 200 millions d'années, le supercontinent, appelé Pangée, est bordé par un océan, Panthalassa, qui s'étend sur tout le reste de la planète et dont la côte est se situe au milieu de ce qui deviendra l'Alberta. Le territoire actuel de l'est de la Colombie-Britannique et celui de l'ouest de l'Alberta, situés sur la plaque continentale, sont recouverts par une mer peu profonde. La limite de la plaque tectonique continentale traverse alors la Colombie-Britannique selon son axe nord-sud actuel. Au large de la plaque continentale plusieurs chapelets d'îles (les îles Insulaires) émergent des eaux profondes de l'océan qui recouvre une plaque tectonique océanique appelée plaque insulaire. Ces îles qui sont globalement alignées en forme d'arc, étaient apparues lors de la création de l'océan Panthalassa. On trouve des archipels symétriques actuellement sur la façade est du Pacifique comme l'archipel japonais ou les îles Aléoutiennes.
Plus à l'ouest se trouve une autre plaque océanique, la plaque Farallon.

Il y a 175 millions d'années

Lors de la formation de l'océan Atlantique, la Pangée se disloque en plusieurs plaques, dont la plaque nord-américaine.
En se déplaçant vers le nord-ouest il y a 175 millions d'années, la plaque nord-américaine provoque la subduction de la plaque insulaire qui elle se dirige vers le nord-est, c'est-à-dire que la plaque insulaire (de type océanique) glisse sous la plaque nord-américaine (de type continental). Cet événement marque le début d'une période appelée l'épisode Omineca en géologie. Ce phénomène provoque notamment l'érection des différents massifs constituant les montagnes Rocheuses : les Rocheuses canadiennes s'érigent par chevauchement tandis que les Rocheuses situés dans les actuels États-Unis s'élèvent globalement par soulèvement tectonique. Entraînés vers le continent par le déplacement de la plaque insulaire, les chapelets d'îles initialement situés au large et formés de matière moins dense que le socle de la plaque océanique, ne glissent pas sous la plaque nord-américaine mais viennent s'agréger à celle-ci pour former des terranes par un phénomène d'accrétion.
Une partie des eaux océaniques se retrouve ainsi piégée et forme une mer intérieure entre les terranes nouvellement agrégés et l'ancienne limite continentale.

Il y a 135 millions d'années

Il y a 135 millions d'années, le mouvement de la plaque nord-américaine s'accélère tandis que celui de la plaque océanique ralentit et s'oriente désormais vers le nord.
La mer intérieure se divise et se rétracte vers le sud et vers le nord.

Il y a 60 millions d'années

Plusieurs millions d'années plus tard, la mer intérieure a totalement disparu. Le mouvement des plaques change de sens. La plaque nord-américaine se déplace vers le sud-est, tandis que la plaque océanique se déplace vers le nord-ouest. Ce changement de direction permet l'accrétion de l'île de Vancouver il y a 60 millions d'années.
La plaque insulaire finit par disparaître totalement sous la plaque continentale. C'est alors la plaque Farallon qui se retrouve au contact de la plaque nord-américaine et subit une subduction. L'actuelle plaque Juan de Fuca est un fragment résiduel de la plaque Farallon.
Les Rocheuses canadiennes sont alors complètement érigées.
La manière dont s'est formée la Colombie-Britannique explique son relief composé de systèmes montagneux globalement parallèles à la côte ainsi que la présence de plusieurs volcans, aujourd'hui en sommeil. Elle explique également la diversité des roches qui composent son sol, formé par l'accrétion de matériaux variés au cours des mouvements de la plaque nord-américaine.
Aujourd'hui la plaque continue à se déplacer vers le sud-ouest à une vitesse de un à deux centimètres par an. Ce déplacement est le principal responsable de l'activité sismique dans la région, comme le tremblement de terre supposé de 1700.

### Domaines orogéniques
Les domaines orogéniques de la Colombie-Britannique sont les suivants (de l'est vers l'ouest) :

Domaines orogéniques de Colombie-Britannique

- Domaine de l'avant-pays (Foreland Belt)

Ce domaine est traversé par la limite de la déformation cordillérienne qui marque les roches du craton nord-américain. La majeure partie de ce domaine est formée de matériaux sédimentaires qui ont été déposés sur ou à la limite de l'ancienne plaque nord-américaine. Le plissage et l'apparition des failles ont donné à ces roches une apparence spectaculaire lorsque celles-ci ont été soulevées.
- Domaine de l'Omineca (Omineca Belt)

Le domaine de l'Omineca présente des structures géologiques complexes et un important métamorphisme, il marque la frontière entre l'ancienne plaque nord-américaine issue de la Pangée et le domaine intermontagneux. Ce domaine s'est formé probablement vers le début ou le milieu du Jurassique, par l'accrétion d'un grand terrane composite, lui-même sans doute le résultat de plusieurs événements successifs d'accrétion. On le qualifie de superterrane.
- Domaine intermontagneux (Intermontane Belt)

Ce domaine est formé de roches sédimentaires et volcaniques qui se sont agrégées au continent.
- Domaine côtier (Coast Belt)

Le domaine côtier est, comme celui d'Omineca, un superterrane. Il est formé de roches sédimentaires et volcaniques qui ont été fortement compressées entre le domaine intermontagneux et le domaine insulaire.
- Domaine insulaire (Insular Belt)

Ce domaine est formé de roches sédimentaires et volcaniques qui se sont agrégées au continent. Une grande partie de la surface de ce domaine est en dessous du niveau de l'océan.

### Influence des glaciations

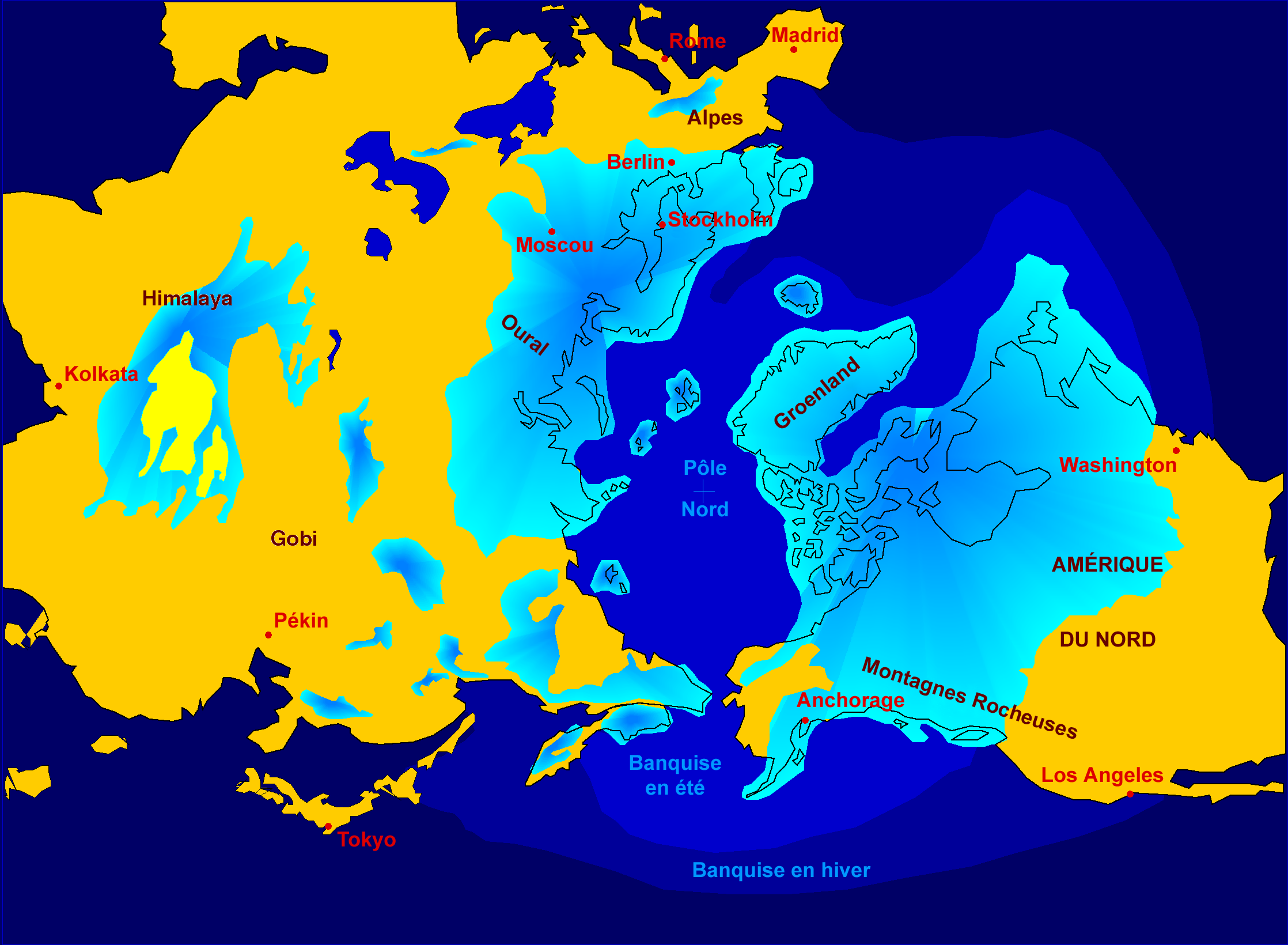
Localisation des glaces durant la dernière glaciation

Au cours du Pléistocène, la Colombie-Britannique fut à plusieurs reprises recouverte de glace. Lors de la glaciation du Wisconsin (dernière période glaciaire), il y a environ 120 000 à 10 000 ans, un inlandsis (vaste calotte de glace) recouvre la majeure partie des régions septentrionales de l'Amérique du Nord. Cette glaciation a laissé des traces importantes dans le relief de surface de la province.
Les glaciers, en s'écoulant vers l'est, ont décapé le substrat rocheux et ont déposé des débris sédimentaires (tillite), comprenant toutes sortes de cailloux.
Lorsque les glaciers ont fondu, ils ont laissé des formes de reliefs typiques, comme les vallées glaciaires en U, les fjords, les chutes d'eau abruptes, les drumlins (collines formés de débris glaciaires) ou les eskers (accumulation de sables et de graviers dans des anciens tunnels glaciaires, formant des crêtes étroites et sinueuses).

## Géographie physique
La Colombie-Britannique est une province vaste et diverse, tant dans sa géographie physique que par les écosystèmes qui y sont présents. Si globalement on peut la définir comme une région montagneuse et forestière, au climat frais et humide, la province comprend également des zones avec des types de relief et climats différents. En ce qui concerne le relief, on trouve des plateaux, des plaines et des bassins sédimentaires, en plus des formations montagneuses ; tandis qu'en matière de climats on trouve également, en plus du climat océanique, des climats méditerranéen, semi-aride, sub-arctique ou alpin. Les forêts sont dominantes dans la végétation, cependant il existe également de grandes prairies, des zones humides ainsi que des étendues de broussailles ou de toundra.
La plupart des types de sols connus peuvent être rencontrés en Colombie-Britannique.

### Surfaces
La répartition des surfaces est la suivante :
- Forêt : 63,6  %
- Eau douce : 1,9 %
- Terre cultivable et pâturage : 2,5 %
- Autres : 32,0 %

### Grandes régions physiographiques

Les 5 grandes régions physiographiques de Colombie-Britannique

La Colombie-Britannique comprend cinq grandes régions physiographiques :
- La Chaîne Côtière et les îles (Coast Mountains and Islands)

Située à l'ouest, il s'agit d'une région essentiellement montagneuse. Elle s'étend du nord au sud sur toute la longueur de la province, au sud le long de la côte Pacifique et au nord le long de la frontière avec la bande côtière de l'Alaska. Elle englobe également l'île de Vancouver, les îles de la Reine-Charlotte et la multitude d'îles qui émergent de l'océan.
- Les plateaux et les montagnes du centre-nord (Northern and Central Plateaus and Mountains).

Cette région qui occupe le centre du nord de la province (au-dessus du 56e parallèle), comprend un ensemble varié de plateaux, de montagnes et de plaines. Les systèmes montagneux de cette région sont moins élevés et moins pentus que ceux de l'ouest ou du sud-ouest. Parmi ces montagnes, se trouvent les montagnes Cassiar. La région abrite un grand nombre de lacs.
- Le plateau Intérieur (Interior Plateau).

Ce vaste plateau occupe le centre du sud de la province. Cette région abrite le fleuve Fraser et la rivière Thompson ainsi que leurs affluents. Ces cours d'eau ont taillé de profondes vallées encaissées notamment dans la partie sud de la région qui est une prairie parsemée de buissons, tandis que la partie nord est largement recouverte de forêts. Le plateau intérieur est lui-même composé des reliefs suivants : Bonaparte Plateau, Cariboo Plateau, Chilcotin Plateau, Clear Range, Marble Range, McGregor Plateau, Nechako Plateau et Thompson Plateau.
- Les grandes plaines (Great Plains)

Cette région occupe le coin nord-est de la province. Sa surface est plane et légèrement vallonnée par endroits. Les seuls reliefs sont provoqués par la rivière Liard, la rivière de la Paix et leurs affluents. Le sol y est principalement formé d'alluvions.
- Les Rocheuses canadiennes et les montagnes Columbia (Columbia Mountains and Southern Rockies).

Cette région situé au sud-est est essentiellement montagneuse.

### Relief

#### Massifs montagneux
La Colombie-Britannique est l'une des régions les plus montagneuses de toute l'Amérique du Nord. Le relief y est constitué d'une série de chaînes de hautes montagnes, aux sommets pointus, globalement parallèles et orientées nord-sud selon l'axe principal de la province. Au cœur de la province, entre les montagnes se trouve un haut plateau, le plateau Intérieur. Les montagnes ayant été formées à des époques diverses, sont composées de roches différentes. Elles sont soumises à des climats variés et abritent différents types de faune et de flore.
Le mont Fairweather, point culminant de Colombie-Britannique, est situé sur la frontière avec l'Alaska. Le point culminant intégralement à l'intérieur de la Colombie-Britannique est le mont Waddington dans la chaîne Côtière.
D'est en ouest on rencontre les chaînes de montagnes suivantes :

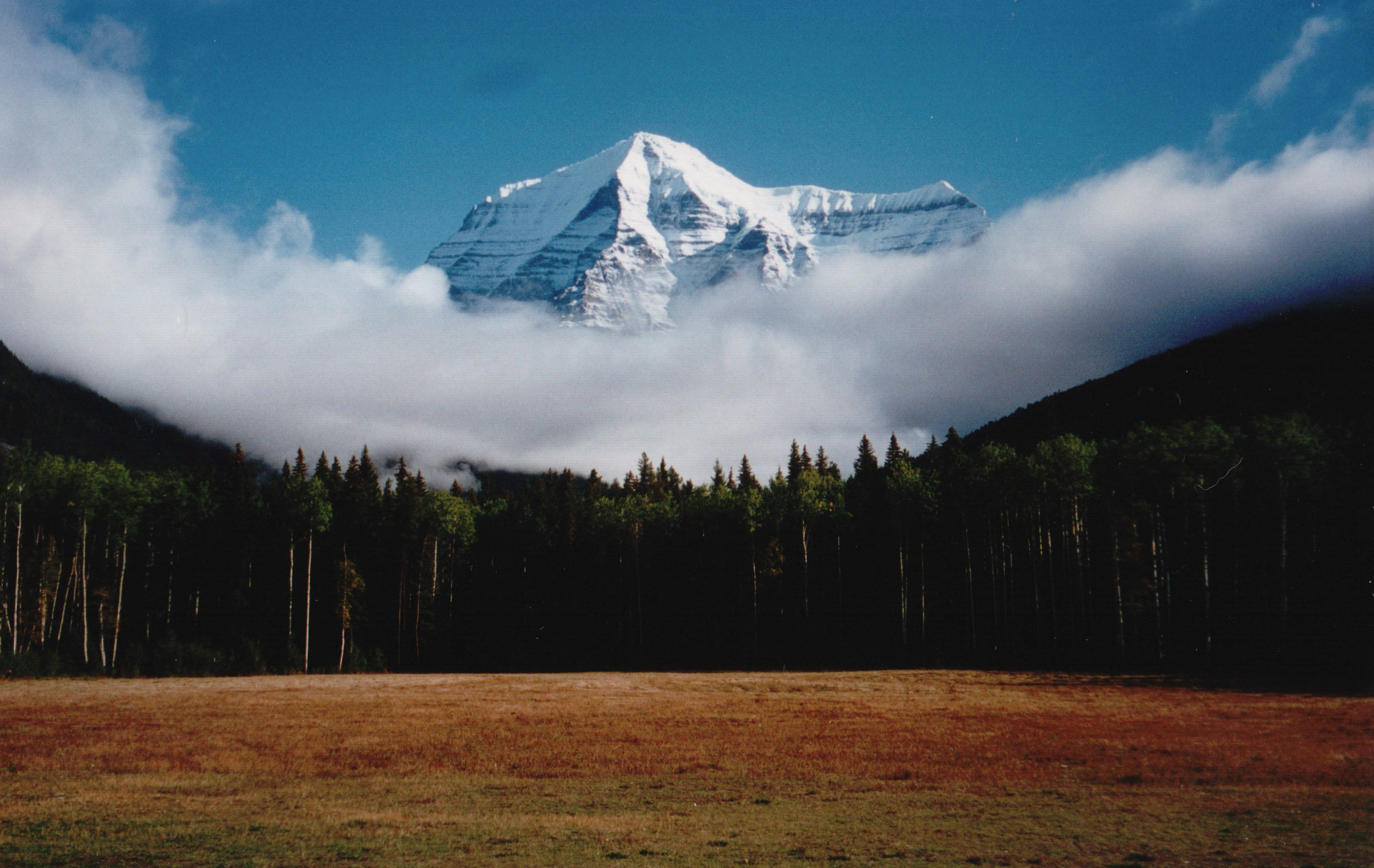
Le mont Robson dans les Rocheuses canadiennes

- Rocheuses canadiennes

Les Rocheuses canadiennes, en anglais Canadian Rockies (sommet : mont Robson, 3 954 mètres), sont la partie canadienne des Montagnes Rocheuses qui s'étendent également aux États-Unis, elles constituent la chaîne la plus à l'est de la Colombie-Britannique. Elles marquent la frontière avec l'Alberta qu'elles dominent de façon abrupte de 1 000 à 1 500 mètres.
Les massifs des Rocheuses canadiennes se sont formés à la fin du Crétacé (il y a 65 à 140 millions d'années), ils sont relativement récents et atteignent des altitudes élevées car ils n'ont subi que peu d'érosion. Les Rocheuses s'étendent depuis la frontière avec les États-Unis au sud, jusqu'à la rivière Liard dans le nord-est de la province. Elles sont bordées à l'ouest par une vallée longue et étroite, le sillon des Rocheuses. Cette vallée, la plus longue d'Amérique du Nord - elle s'étend sur plus de 1400 kilomètres, depuis le Montana jusqu'au Yukon - abrite la source de plusieurs cours d'eau importants, notamment le Fraser, la Columbia et la Kootenay.
À l'ouest du sillon des Rocheuses, se trouvent les montagnes Columbia au sud et les montagnes Cassiar au nord.
- Montagnes Columbia

Les montagnes Columbia renferment trois chaînes parallèles aux arêtes pointues et situées sur un axe globalement nord-sud : les montagnes Purcell (Purcell Mountains, sommet : mont Farnham, 3 481 mètres), les montagnes Selkirk (Selkirk Mountains, sommet : mont Sir Sandford, 3 522 mètres) et les montagnes Monashee (Monashee Mountains, sommet : Torii Mountain, 3 429 mètres), ainsi qu'une quatrième chaine plus au nord : les montagnes Cariboo (Cariboo Mountains, sommet : Mount Sir Wilfrid Laurier, 3 520 mètres) . Les trois premières chaînes sont séparées par des vallées longues et étroites qui abritent le lac Kootenay et le fleuve Columbia. Les roches qui composent ces montagnes sont surtout sédimentaires et intrusives et fortement minéralisées. Elles datent du Crétacé, du Trias et du Jurassique. Les montagnes Cariboo, bordées par le Fraser, sont situés au nord-ouest de la rivière Thompson. Elles sont formées de roches sédimentaires datant du Protérozoïque.
À l'ouest se trouve un vaste plateau intérieur, situé au centre de la province. Il s'agit d'une cuvette d'environ 1 000 mètres d'altitude, entourée de hautes montagnes. Ce plateau est constitué de lave datant du Crétacé et du tertiaire. Le Fraser a creusé un canyon spectaculaire dans la partie sud du plateau.
- Montagnes Cassiar

Les montagnes Cassiar, en anglais Cassiar Mountains, (sommet : Thudaka Peak, 2 751 mètres) sont situées au nord des montagnes Columbia et des montagnes Omineca.

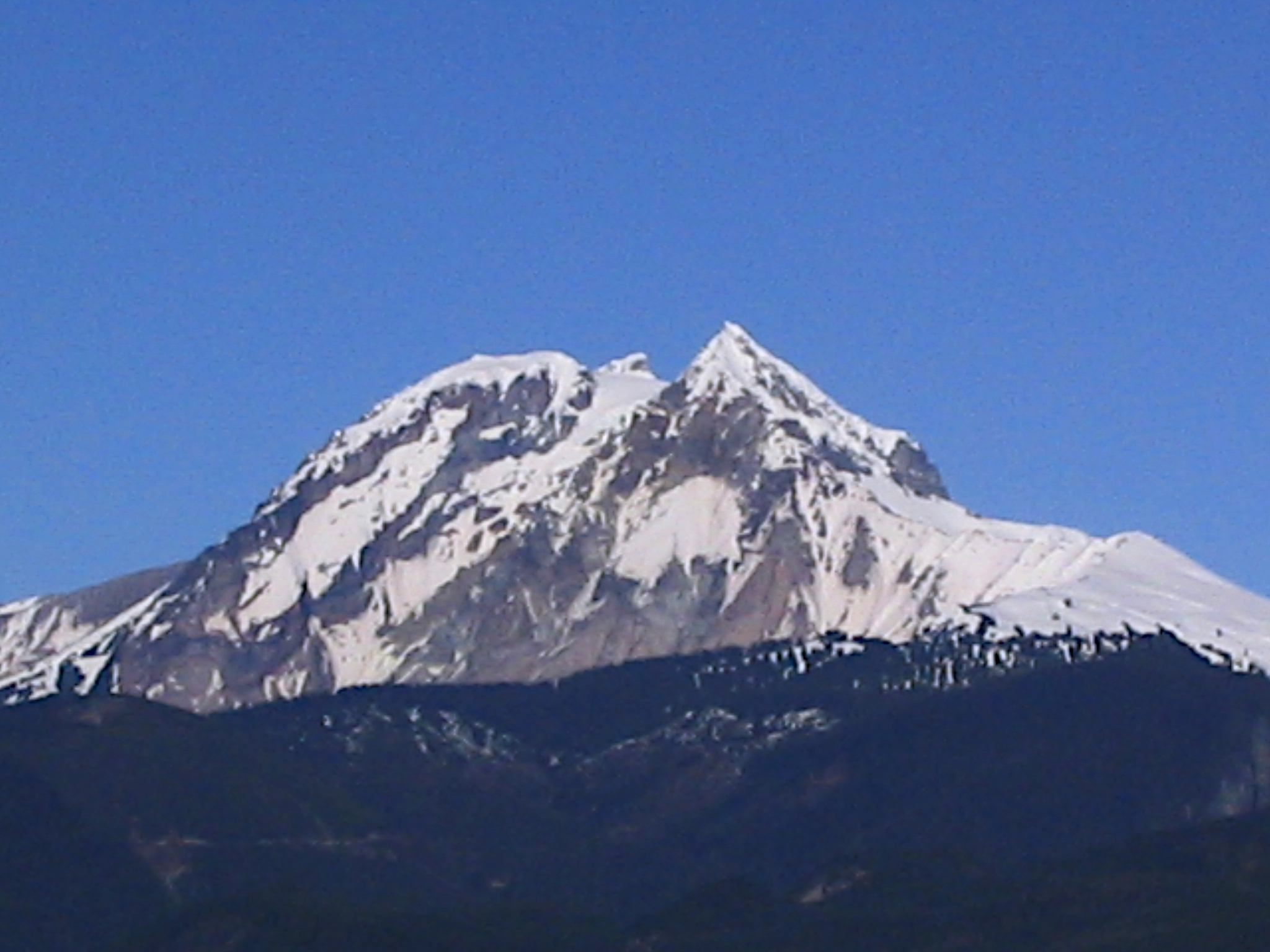
Le Mont Garibaldi (Mount Garibaldi) dans la partie sud de la Chaîne côtière (Coast Mountains) vu depuis la ville de Squamish

- Chaîne Côtière

La Chaîne Côtière, en anglais Coast Mountains (sommet : Mont Waddington, 4 015 mètres), s'étend sur 1600 kilomètres à l'ouest du plateau intérieur, le long de la côte Pacifique, depuis la région de Vancouver jusqu'au Yukon. La Chaîne Côtière est découpée de nombreux fjords aux eaux profondes. Elle constitue une barrière importante entre la région ouest appelée la côte (Coast), et la région centrale appelée l'intérieur (Interior). Seuls trois cours d'eau importants, le Fraser, la Skeena et la Stikine, traversent cette barrière. Les vallées du Fraser et de la Skeena permettent le passage des deux seules routes terrestres qui relient la côte à l'intérieur.
- Montagnes Saint Elias

Les montagnes Saint Elias, en anglais Saint Elias Mountains, sont une chaîne de montagnes au nord-ouest de la Chaîne Côtière, située principalement en Alaska et au Yukon ; seule une petite partie se trouve en Colombie-Britannique. Le mont Fairweather (4 663 mètres), situé sur la frontière avec l'Alaska, est le plus haut sommet de Colombie-Britannique.
- Vancouver Island Ranges et montagnes Reine-Charlotte

L'île de Vancouver et des îles de la Reine-Charlotte sont les sommets d'une chaîne de montagne immergée qui est le prolongement des monts Olympic et des chaînes côtières de l'État de Washington aux États-Unis.
Les Vancouver Island Ranges (sommet : Elkhorn Mountain, 2 210 mètres) sont situées dans l'île de Vancouver dont elles suivent l'axe principal.
Les montagnes Reine-Charlotte, en anglais Queen Charlotte Mountains (sommet : Mount Moresby, 1 143 mètres) sont situés dans les îles de la Reine-Charlotte.

#### Cols
De tous temps, les cols ont joué un rôle important pour les populations de la Colombie-Britannique en facilitant de passage d'une région à l'autre au sein de la province, ainsi qu'avec l'extérieur.
- Col Akamina (anglais : Akamina Pass) dans le chaînon Clark (Rocheuses canadiennes), à la frontière avec l'Alberta.
- Col Athabasca (anglais : Athabasca Pass) dans les (Rocheuses canadiennes, à la frontière avec l'Alberta.
- Col du Cheval-qui-Rue (anglais : Kicking Horse Pass), aussi connu sous le nom de « col Kicking », à la frontière avec l'Alberta. Il permet le passage de la route Transcanadienne.
- Col Chilkoot (anglais : Chilkoot Pass) dans le chaîne Côtière, à la frontière avec l'Alaska.
- Col Howse (anglais : Howse Pass) dans les Rocheuses canadiennes, à la frontière avec l'Alberta.
- Col du Nid de Corbeau (anglais : Crowsnest Pass ou parfois Crow's Nest Pass), à travers le Continental Divide dans les Rocheuses canadiennes, à la frontière avec l'Alberta.
- Col Rogers (anglais : Rogers Pass) dans la chaîne Selkirk (chaîne Columbia), il permet le passage de la route 1 (qui fait partie de la route Transcanadienne) et du chemin de fer du Canadien Pacifique.
- Col Tête-Jaune (anglais : Yellowhead Pass), aussi connu sous le nom de « col Yellowhead » dans les (Rocheuses canadiennes.
- Col White (anglais : White Pass) dans la chaîne Côtière, à la frontière avec l'Alaska.

### Étendues d'eau douce

Réseau hydrographique de Colombie-Britannique

Le sud-est de la Colombie-Britannique joue un rôle important en matière hydrographique avec les Montagnes Rocheuses où prennent naissance les principaux cours d'eau de la province : le Fraser, la Columbia et le Kootenay drainent les eaux du sud et du centre de la province, tandis que plus au nord se trouve le bassin du fleuve Skeena, ainsi que la rivière Omineca (Omineca River) et la rivière de la Paix (Peace River). Dans cette partie de la province, les cours d'eau sont parfois encaissés dans des gorges, il s'élargissent par moments pour devenir des lacs à la forme très allongée.
Au nord de la province, se trouvent les fleuves Stikine et Nass qui prennent leur source dans la chaîne Côtière et se jettent dans les fjords de la côte Pacifique.

#### Cours d'eau
Les principaux cours d'eau qui coulent en Colombie-Britannique sont les suivants :
- Fraser (Fraser River)

Avec une longueur de (1 400 km), le Fraser est le plus grand fleuve de Colombie-Britannique, il prend sa source près du mont Robson dans les Montagnes Rocheuses pour se jeter dans l'océan Pacifique au sud de la ville de Vancouver. Son estuaire forme un delta qui constitue un écosystème particulièrement remarquable qui abrite plus de 300 espèces d'oiseaux migrateurs. Son bassin couvre une superficie de 220 000 km2. Il a creusé son lit dans des roches sédimentaires très anciennes (canyon du Fraser).
Ses principaux affluents sont les suivants :
- La Thompson (Thompson River), 489 kilomètres.
- La Nechako (Nechako River), elle prend sa source dans la chaîne Côtière et traverse la région de Cariboo vers l'est avant de rejoindre le Fraser. Sa longueur faisait 462 km, mais au début des années 1950 son cours a été profondément modifié par la construction de plusieurs barrages et la création du réservoir Nechako.
- La Chilcotin (Chilcotin River), 241 kilomètres.
- Columbia (Columbia River)

La Columbia, longue de 2 000 km, prend sa source dans les Montagnes Rocheuses en Colombie-Britannique, avant de traverser la frontière avec les États-Unis et de se jeter dans le Pacifique à hauteur de l'Oregon. Son bassin couvre une superficie totale de 671 300 km2. Son tracé en Colombie-Britannique est long de 801 km et son bassin y couvre 102 800 km2.
Ses principaux affluents sont les suivants :
- Le Kootenay (Kootenay River, orthographié Kootenai aux États-Unis), dont le bassin est situé au sud-est de la province, est le plus grand affluent de la Columbia (780 kilomètres). Il prend sa source dans les Rocheuses canadiennes à l'est de la province, à proximité de l'Alberta. Il s'écoule vers le sud pour traverser la frontière et pénétrer dans le Montana, puis dans l'Idaho avant de revenir vers le nord et de rentrer en Colombie-Britannique. Il s'élargit alors pour former le lac Kootenay. À la hauteur de la ville de Nelson (The Queen City), le Kootenay redevient une rivière, s'écoulant vers le sud en direction de la ville de Castlegar, où il rejoint la Columbia.
- L'Okanagan (Okanagan River), long de 185 km, coule dans le sud de la Colombie-Britannique en direction de la frontière avec les États-Unis qu'il franchit pour pénétrer dans l'État de Washington. Il rejoint ensuite la Columbia. Il est appelé « Okanogan » aux États-Unis.
- Rivière de la Paix (Peace River)

Longue de 1 521 km, la rivière de la Paix coule dans le centre la province avant de traverser l'Alberta et de se jeter dans la rivière des Esclaves. La construction d'un barrage sur son cours supérieur a provoqué une retenue d'eau, le lac Williston.
- Skeena (Skeena River)

Le fleuve Skeena est le second plus long fleuve coulant entièrement à l'intérieur de la province (570 km). Il s'écoule jusqu'au détroit d'Hecate en face des îles de la Reine-Charlotte. La vallée qui le borde est réputée pour ses paysages grandioses.
- Stikine (Stikine River)

La Stikine prend sa source sur le plateau Spatsizi au nord-ouest de la province. Son cours de 540 km trace un large arc de cercle vers le nord avant de traverser l'Alaska Panhandle et de se jeter dans l'océan Pacifique à la hauteur de l'archipel Alexander.
- Omineca (Omineca River)

L'Omineca est une rivière qui coule dans le nord de la province à travers les montagnes Omineca et se jette dans le lac Williston.
- Squamish (Squamish River)

La Squamish est un fleuve de 80 km qui se jette dans la baie Howe (Howe Sound).
- Capilano (Capilano River)

La Capilano prend sa source dans les montagnes North Shore (North Shore Mountains) et se jette plus au sud, dans la baie Burrard.

#### Chutes d'eau
Les principales chutes d'eau de la province sont les suivantes :
- Della Falls (481 mètres) dans le parc provincial Strathcona sur l'île de Vancouver
- Hunlen Falls (396 mètres) dans le parc provincial de Tweedsmuir South à proximité de Bella Coola
- Shannon Falls (335 mètres) sur la rive est de la Baie Howe

#### Lacs
On dénombre 861 lacs en Colombie-Britannique. Du fait du relief, ils ont pratiquement tous une forme allongée et un grand nombre d'entre eux peut être considéré comme l'élargissement d'un cours d'eau. Les principaux lacs situés intégralement dans la province sont les suivants (les superficies indiquées incluent celle des îles éventuellement présentes dans le lac) :
- Lac Williston (Williston Lake)

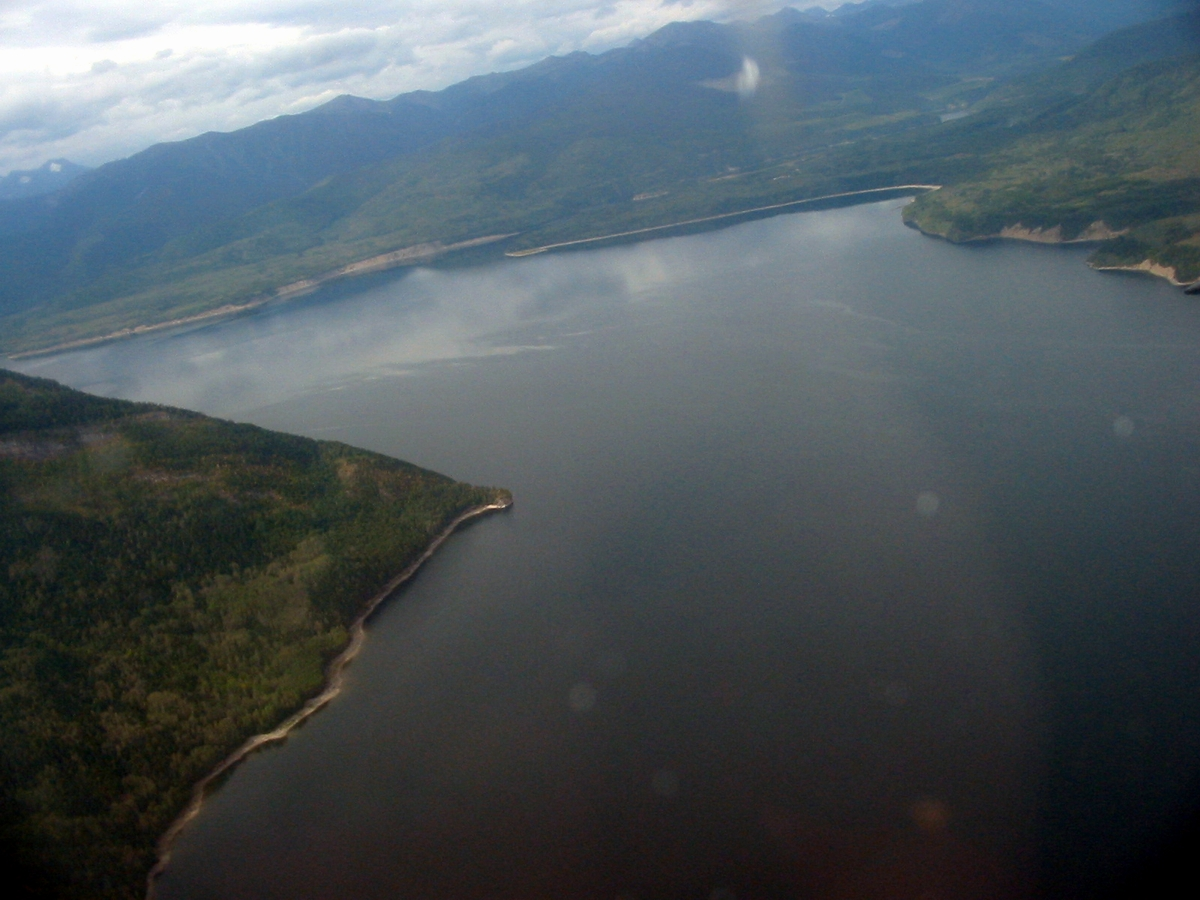
Vue aérienne du lac Williston

D'une superficie de 1 761 km2, c'est un lac artificiel créé en 1968. Il est contrôlé par le barrage WAC Bennett construit sur la rivière de la Paix (Peace River). Il est alimenté par les cours d'eau suivants : Omineca River, Ingenica River, Ospika River, Parsnip River, Manson River, Nation River, Clearwater Creek, Nabesche River, Carbon Creek, et quelques autres ruisseaux. Le lac commence généralement à geler en novembre et le gel progresse jusqu'à la mi-janvier. Il arrive qu'il soit alors totalement gelé.
- Lac Atlin

Il est situé à l'extrême nord-ouest de la Colombie-Britannique. Avec une superficie de 775 km2, c'est le plus grand lac naturel de la province, cependant la partie nord du lac est situé sur le territoire du Yukon.
- Lac Babine (Babine Lake)

Avec une surface de 495 km2, c'est le plus grand lac naturel de Colombie-Britannique entièrement situé dans la province. Il a une forme particulièrement allongée puisqu'il mesure 177 km de long pour une largeur de 2 à 10 km selon les endroits. Le lac a pour exutoire la rivière Babine (Babine River), un affluent du fleuve Skeena (Skeena River).
- Lac Kootenay (Kootenay Lake)

Situé entre les montagnes Selkirk et Purcell, le lac Kootenay s'étend sur 407 km2, il a une forme très allongée. Par endroits il est en fait un élargissement de la rivière Kootenay, le principal affluent de la Columbia.
- Lac Ootsa

Sa superficie totale est de 404 km2. Depuis 1954 il fait partie du réservoir Nechako (Nechako Reservoir), un lac de barrage dont il constitue la branche nord.
- Lac Okanagan (351 km2)
- Lac Garibaldi (9,94 km2)

### Région côtière
La majeure partie de la côte de Colombie-Britannique présente un paysage de fjords, non seulement la côte continentale elle-même mais également du fait des innombrables îles qui sont les sommets d'une chaîne montagneuse immergée. Ces fjords spectaculaires sont le résultat de l'activité glaciaire.
Dans un fjord, la profondeur à l'endroit de son embouchure avec l'océan (cet endroit est appelé le « seuil »), est généralement moins élevée que celle des autres parties, rendant ainsi difficile le renouvellement des eaux profondes, plus salées et plus froides. En revanche l'eau de surface est constamment renouvelée par l'eau douce provenant des cours d'eau qui se jettent dans le fjord.
La côte de la Colombie-Britannique compte 407 estuaires. Ils forment un habitat primordial pour la plupart des espèces animales qui vivent le long de la côte.

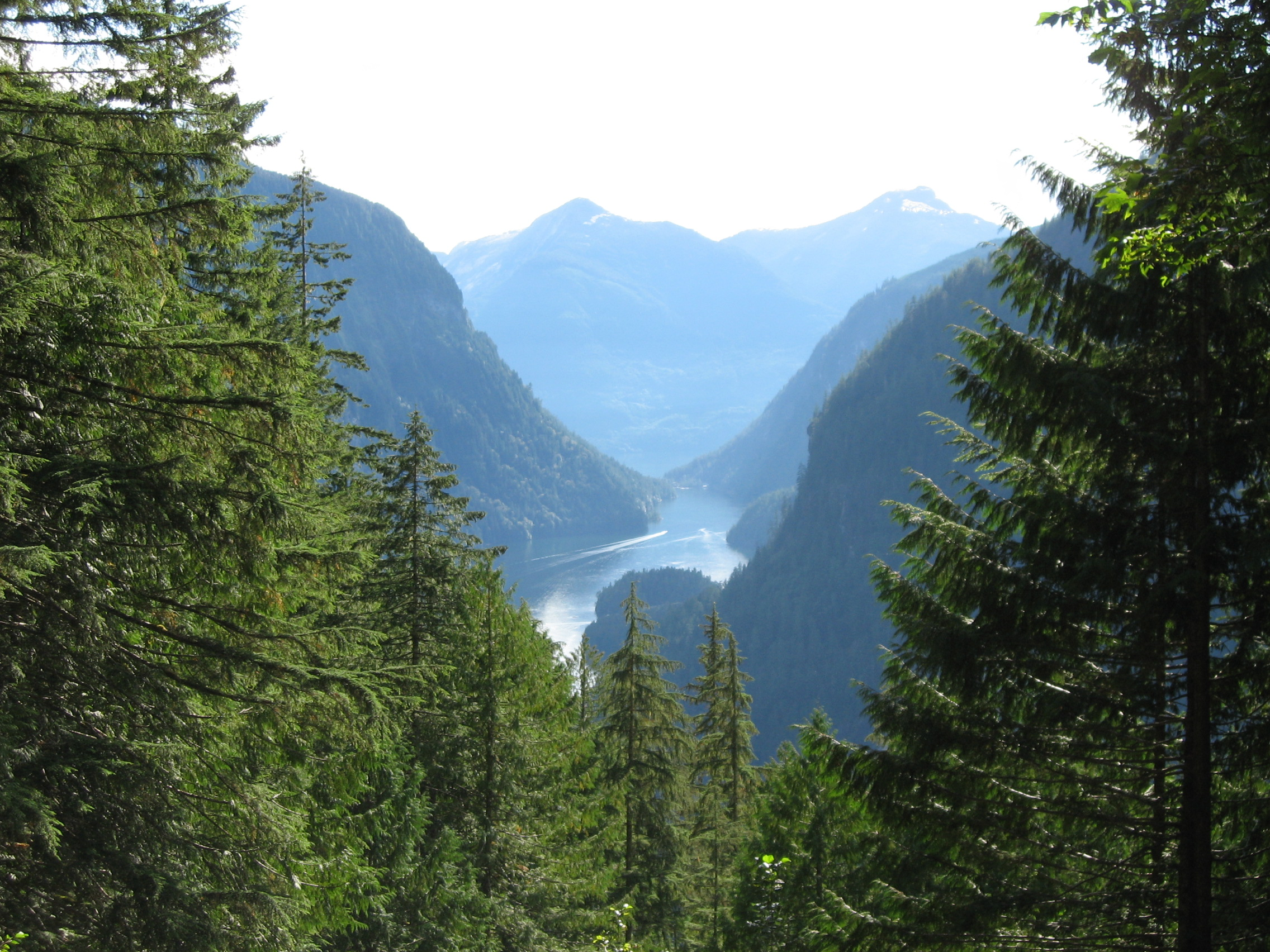
Princess Luisa Inlet dans la baie Jervis

#### Fjords, baies et bras de mer
Les principaux fjords, baies et bras de mer qui découpent la côte sont les suivants :
- Indian Arm

Indian Arm est un fjord sauvage d'une vingtaine de kilomètres, orienté dans le sens nord-sud. Il débouche au sud dans la baie Burrard dont il constitue une extension.
- Baie Burrard (Burrard Inlet)

La baie Burrard, d'une longueur de près de quarante kilomètres, borde les villes de Vancouver et de Burnaby au nord. Ses eaux sont calmes et peu profondes. Sa rive sud, la péninsule Burrard, est une plaine fortement urbanisée, tandis que sa rive nord est recouverte par le massif des montagnes North Shore.
- Baie Howe (Howe Sound)

La baie Howe est un fjord, à la forme globalement triangulaire d'une quarantaine de kilomètres de long. Du fait de la présence de plusieurs îles en son sein, la baie est un véritable réseau de fjords.
- Baie Jervis (Jervis Inlet)

La baie Jervis, d'une longueur de 90 kilomètres, suit un parcours très anguleux et débouche dans le détroit de Malaspina, à proximité de l'île Texada, qui rejoint le détroit de Géorgie.
- Baie Toba (Toba Inlet)

La baie Toba est un fjord de 35 kilomètres de long. Son embouchure est située à proximité de la baie Desolation et des îles Discovery.
- Baie Bute (Bute Inlet)

La baie Bute est un grand fjord de 80 kilomètres de long. Son embouchure est située à proximité de l'île Stuart qui fait partie de l'archipel des îles Discovery.
- Baie Knight (Knight Inlet)

Avec une longueur de 105 kilomètres et une largeur moyenne de 2,9 kilomètres, la baie Knight est un des plus grands fjords de la côte de la Colombie-Britannique. Il débouche au sud du détroit de la Reine-Charlotte, face au nord de l'île de Vancouver.
- Baie Seymour (Seymour Inlet)

La baie Seymour, qui s'étend sur 75 kilomètres de long, fait partie d'un vaste réseau de fjords. Elle est rejointe par la baie Belize (Belize Inlet) près de son embouchure dans la baie Nugent, où se trouvent les chutes Nakwakto (Nakwakto Rapids). Les rives de la baie Seymour sont elles-mêmes découpées par plusieurs fjords, dont la baie Frederick (Frederick Sound).
- Baie Nootka (Noootka Sound)

La baie Nootka est un bras de mer de forme complexe, situé sur la côte ouest de l'île de Vancouver.

#### Îles et archipels

Carte physique de l'île de Vancouver

Les principales îles et archipels qui bordent la côte sont les suivants :
- Île de Vancouver

Avec une superficie de 32 134 km2, c'est la plus grande île de Colombie-Britannique et la onzième de tout le Canada. Elle borde le sud-ouest de la province sur 460 kilomètres de long. Elle est séparée du continent à l'est par une succession de détroits, du nord au sud, le détroit de la Reine-Charlotte, les très étroits détroit de Johnstone et passage Discovery (qui la séparent des îles Discovery), le détroit de Géorgie, vaste plan d'eau qui abrite côté continental la ville de Vancouver et enfin au sud, ouvrant sur l'océan, le détroit de Juan de Fuca qui sépare l'île de l'État américain de Washington. L'ouest de l'île est ouvert sur le Pacifique. Sa largeur maximale fait 80 kilomètres.
- Îles Gulf

Ces îles situées dans le détroit de Géorgie doivent leur nom au fait que le détroit de Géorgie a été appelé « golfe de Géorgie » au XIXe siècle. Les îles Gulf sont sous souveraineté canadienne, tandis que les îles du détroit qui sont sous la souveraineté des États-Unis sont dénommés Îles San Juan.
- Îles Discovery

C'est un archipel abritant une multitude d'îles situées au nord du détroit de Géorgie. Le toponyme Discovery est informel. Il existe d'ailleurs une petite île isolée au sud de l'île de Vancouver, qui s'appelle officiellement l'île Discovery.
- Îles de la Reine-Charlotte

Il s'agit d'un archipel composée de deux îles principales juste séparée par un très étroit chenal, l'île Graham au nord et l'île Moresby au sud, et d'environ 150 îles plus petites. La surface de ces îles couvre environ 10 000 kilomètres carrés. L'archipel est situé juste au sud de la bande côtière de l'Alaska.

#### Détroits et passages maritimes

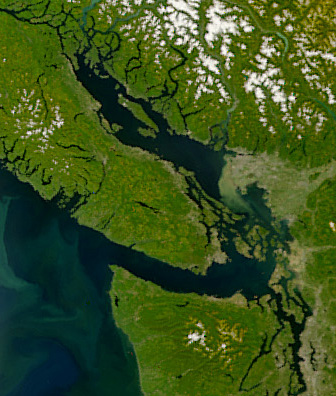
Vue satellite des détroits de Géorgie et de Juan de Fuca

Les principaux détroits et passages maritimes le long de la côte sont les suivants :
- Détroit de Géorgie (Strait of Georgia)

Ce vaste plan d'eau qui sépare l'île de Vancouver du continent, constitue une véritable mer intérieure. Il est en effet largement bouché dans sa partie nord par des centaines d'îles, comme par exemple l'archipel Discovery. Il s'étend sur 220 kilomètres de long et sa largeur varie entre 25 et 55 kilomètres. Il forme un gigantesque système d'estuaires, en effet de très nombreux cours d'eau, depuis les plus petits ruisseaux jusqu'à l'immense fleuve Fraser, se jettent dans le détroit. Cet apport d'eau douce contribue aux caractéristiques spécifiques du détroit et en font un lieu biologiquement riche.
- Détroit de Juan de Fuca (Strait of Juan de Fuca)

Ce détroit sépare le sud de l'île de Vancouver de l'État de Washington aux États-Unis. Il est situé dans la continuité du détroit de Géorgie mais en est séparé par l'archipel de San Juan qui est constitué par les îles Gulf côté canadien et les îles San Juan côté États-Unis. Il est ouvert sur le Pacifique à l'ouest. Sa longueur est de 150 kilomètres.
- Détroit de Johnstone (Johnstone Strait)

Le détroit de Johnstone est un chenal étroit de 110 kilomètres de long qui longe la côte nord-est de l'île de Vancouver. Sa largeur ne dépasse pas 5 kilomètres et il est bordé à l'est par de nombreuses îles. Au sud il est prolongé par l'étroit passage Discovery, tandis qu'au nord il débouche dans le détroit de la Reine-Charlotte, plus large.
- Passage Discovery (Discovery Passage)

Ce passage de 25 kilomètres de long, relie le détroit de Géorgie et le détroit de Johnstone. Sa largeur moyenne est de deux kilomètres.
- Détroit d'Hecate (Hecate Strait)

C'est un large chenal peu profond qui sépare les îles de la Reine-Charlotte de la partie continentale de la Colombie-Britannique. Le détroit relie l'entrée Dixon en Alaska au nord, au bassin de la Reine-Charlotte au sud. Il est long de 267 km long pour une largeur variant de 64 à 129 km.
- Détroit de la Reine-Charlotte (Strait of Queen Charlotte)

Il est situé entre la rive nord-est de l'île de Vancouver et la côte continentale de la Colombie-Britannique. Il relie le bassin de la Reine-Charlotte avec le détroit de Johnstone.
- Bassin de la Reine-Charlotte (Quenn Charlotte Sound)

Il s'agit de l'étendue maritime située entre les îles de la Reine-Charlotte au nord et l'île de Vancouver au sud. Il permet ainsi la liaison entre le détroit de la Reine-Charlotte et le détroit d'Hecate.
- Entrée Dixon (Dixon Entrance)

Ce détroit d'environ 80 km de long et de large est situé entre d'une part l'archipel Alexandre et le détroit de Clarence (Clarence strait) en Alaska au nord, et les îles de la Reine-Charlotte et le détroit d'Hecate en Colombie-Britannique au sud. Il marque localement la frontière internationale entre les États-Unis et le Canada.
- Passage Intérieur (Inside Passage)

Le passage intérieur est une voie maritime côtière qui permet de naviguer depuis le sud-est de l'Alaska jusqu'à l'État de Washington en évitant les eaux difficiles du Pacifique. En Colombie-Britannique, il suit le détroit d'Hecate qui marque la frontière américano-canadienne, puis passe à l'est des îles de la Reine-Charlotte, franchit le bassin de Reine Charlotte puis la succession de détroits et de passages à l'est de l'île de Vancouver (détroit de la Reine-Charlotte, détroit de Johnstone, passage Discovery le long des îles Discovery) pour déboucher dans le détroit de Géorgie qui ouvre sur le détroit de Juan de Fuca à l'ouest vers l'océan Pacifique.

## Climat

Écodomaines de la Colombie-Britannique

La Colombie-Britannique présente une grande diversité de climats. Si le climat océanique est le plus représenté, notamment dans les zones habitées, on trouve également des climats méditerranéen, semi-aride, subarctique ou alpin.

### Influence de la géomorphologie
Le climat de la Colombie-Britannique est marqué par deux éléments déterminants : les montagnes et la mer.
Les courants d'air océaniques, doux et humides, qui proviennent du Pacifique et en direction de l'est, se retrouvent subitement confrontés aux hautes montagnes côtières abruptes qui bordent le littoral (les Vancouver Island Ranges, les montagnes Reine-Charlotte, et surtout la Chaîne côtière). Bloqués par ces hautes montagnes, les courants d'air océaniques sont forcés de s'élever le long des pentes des montagnes ; leur humidité se condense alors sous forme de pluie ou de neige, produisant le climat le plus humide du Canada et les terres forestières les plus productives.
Plus à l'est les montagnes côtières cèdent la place à un vaste plateau intérieur et à des montagnes moins élevées. L'air du Pacifique qui a été asséché se retrouve alors sous l'influence des masses d'air continentales produisant ainsi un climat continental avec des extremums de température et de précipitations plus marqués. Les climats les plus secs se trouvent dans le sud du plateau intérieur, à l'est des montagnes côtières. Le sud de la vallée de l'Okanagan, au climat semi-aride, y est d'ailleurs parfois appelé le « désert du Canada ».
Dans le sud-est, l'air du Pacifique perd à nouveau son humidité lorsqu'il s'élève au-dessus des montagnes Columbia et des Rocheuses créant une zone d'humidité intérieure.
Le coin nord-est de la province est formé de plaines légèrement ondulées et subit un climat continental froid.

### Classification climatique
La Colombie-Britannique est ainsi divisée en quatre écodomaines qui présentent chacun une uniformité climatique :
- Tempéré humide, cet écodomaine couvre la plus grande partie de la province, y compris les îles et les détroits
- Polaire, cet écodomaine couvre le quart nord-est de la province
- Sec, cet écodomaine couvre une petite zone au centre-sud de la province
- Océanique frais, cet écodomaine est uniquement maritime au large des îles de la province

### Données climatiques
| Tableau des moyennes climatiques annuelles et extrêmes par grandes régions de la Colombie-Britannique | Tableau des moyennes climatiques annuelles et extrêmes par grandes régions de la Colombie-Britannique | Tableau des moyennes climatiques annuelles et extrêmes par grandes régions de la Colombie-Britannique | Tableau des moyennes climatiques annuelles et extrêmes par grandes régions de la Colombie-Britannique | Tableau des moyennes climatiques annuelles et extrêmes par grandes régions de la Colombie-Britannique | Tableau des moyennes climatiques annuelles et extrêmes par grandes régions de la Colombie-Britannique | Tableau des moyennes climatiques annuelles et extrêmes par grandes régions de la Colombie-Britannique | Tableau des moyennes climatiques annuelles et extrêmes par grandes régions de la Colombie-Britannique |
| Région                                                                                                | Température                                                                                           | Température                                                                                           | Température                                                                                           | Température                                                                                           | Température                                                                                           | Précipitations annuelles                                                                              | Précipitations annuelles                                                                              |
| Région                                                                                                | moyenne annuelle                                                                                      | max. moyenne en juillet                                                                               | max. absolue                                                                                          | min. moyenne en janvier                                                                               | min. absolue                                                                                          | neige                                                                                                 | pluie                                                                                                 |
| --- | --- | --- | --- | --- | --- | --- | --- |
| Nord-est (Fort Nelson)                                                                                | -−0,7 °C                                                                                              | 23 °C                                                                                                 | 36,7 °C                                                                                               | -−25,6 °C                                                                                             | -−51,7 °C                                                                                             | 177,8 cm                                                                                              | 319,8 mm                                                                                              |
| Nord-ouest (Dease Lake)                                                                               | -−0,8 °C                                                                                              | 19,4 °C                                                                                               | 35,3 °C                                                                                               | -−22 °C                                                                                               | -−51,2 °C                                                                                             | 218,4 cm                                                                                              | 264,8 mm                                                                                              |
| Peace (Dawson Creek)                                                                                  | 1,6 °C                                                                                                | 21,7 °C                                                                                               | 34,5 °C                                                                                               | -−20,6 °C                                                                                             | -−49,2 °C                                                                                             | 174,2 cm                                                                                              | 325,6 mm                                                                                              |
| Centre intérieur (Prince George)                                                                      | 4,0 °C                                                                                                | 22,1 °C                                                                                               | 36,0 °C                                                                                               | -−13,6 °C                                                                                             | -−50,0 °C                                                                                             | 216,1 cm                                                                                              | 418,9 mm                                                                                              |
| Côte nord (Prince Rupert)                                                                             | 7,1 °C                                                                                                | 16,1 °C                                                                                               | 28,7 °C                                                                                               | -−2,1 °C                                                                                              | -−24,4 °C                                                                                             | 126,3 cm                                                                                              | 2468,5 mm                                                                                             |
| Sud-ouest intérieur (Kamloops)                                                                        | 8,9 °C                                                                                                | 28,3 °C                                                                                               | 40,6 °C                                                                                               | -−7,6 °C                                                                                              | -−37,2 °C                                                                                             | 75,5 cm                                                                                               | 217,9 mm                                                                                              |
| Sud-est intérieur (Cranbrook)                                                                         | 5,7 °C                                                                                                | 25,6 °C                                                                                               | 36,6 °C                                                                                               | -−11,8 °C                                                                                             | -−40,0 °C                                                                                             | 139,9 cm                                                                                              | 270,7 mm                                                                                              |
| Côte sud (Vancouver)                                                                                  | 10,1 °C                                                                                               | 21,7 °C                                                                                               | 33,3 °C                                                                                               | 0,5 °C                                                                                                | -−17,8 °C                                                                                             | 48,2 cm                                                                                               | 1154,7 mm                                                                                             |
| Source : Archives climatiques nationales du Canada                                                    | | | | | | | |

## Écosystèmes

Écoprovinces de la Colombie-Britannique

La Colombie-Britannique n'a commencé à être urbanisée que vers la fin du XIXe siècle. Aujourd'hui encore la plus grande partie de son territoire a conservé son caractère sauvage et vierge. Le climat et la morphologie de ses paysages font de la Colombie-Britannique un ensemble d'écosystèmes particulièrement remarquables.

### Classification
Le ministère de l'Environnement de Colombie-Britannique (Ministry of Environnement) utilise plusieurs niveaux de classification d'une taille respectivement de plus en plus petite : l'écodomaine (ecodomain), l'écodivision (ecodivision), l'écoprovince (ecoprovince), l'écorégion (ecoregion) et l'écosection (ecosection). Parallèlement, il utilise également une classification en zones bio-géoclimatiques.
La Colombie-Britannique comprend trois écodomaines terrestres : « tempéré humide » (Humid Temperate), « sec » (Dry) et « polaire » (Polar) et un écodomaine maritime : « océanique frais » (Cool Oceanic), ces écodomaines sont eux-mêmes divisés en écodivisions.
Elle est également divisée en une écoprovince océanique, sept écoprovinces terrestres et deux écoprovinces mixtes (maritimes/terrestres).
Elle comprend 46 écorégions et 116 écosections
Le ministère des Forêts de Colombie-Britannique a également défini 14 zones bio-géoclimatiques au sein de la province :
- Zone côtière du sapin de Douglas (Coastal Douglas-fir Zone)
- Zone côtière de la pruche de l'ouest (Coastal Western Hemlock Zone)
- Zone montagneuse de la pruche (Mountain Hemlock Zone)
- Zone de la prairie (Bunchgrass Zone)
- Zone du pin ponderosa (Ponderosa Pine Zone)
- Zone de l'intérieur du sapin de Douglas (Interior Douglas-fir Zone)
- Zone de l'intérieur du cédre et de la pruche (Interior Cedar - Hemlock Zone)
- Zone montagneuse de l'épicéa (Montane Spruce Zone)
- Zone sub-boréale du pin et de l'épicéa (Sub-Boreal Pine - Spruce Zone)
- Zone sub-boréale de l'épicéa (Sub-Boreal Spruce Zone)
- Zone sub-alpine du sapin et de l'épinette d'Engelmann (Engelmann Spruce - Subalpine Fir Zone)
- Zone boréale de l'épinette blanche et de l'épinette noire (Boreal White and Black Spruce Zone)
- Zone de l'épicéa, du saule et du bouleau (Spruce - Willow - Birch Zone)
- Zone de toundra alpine (Alpine Tundra Zone)

À ces 14 zones, on peut également ajouter la zone humide ne dépendant pas des marées (non-tidal wetland).

### Végétation

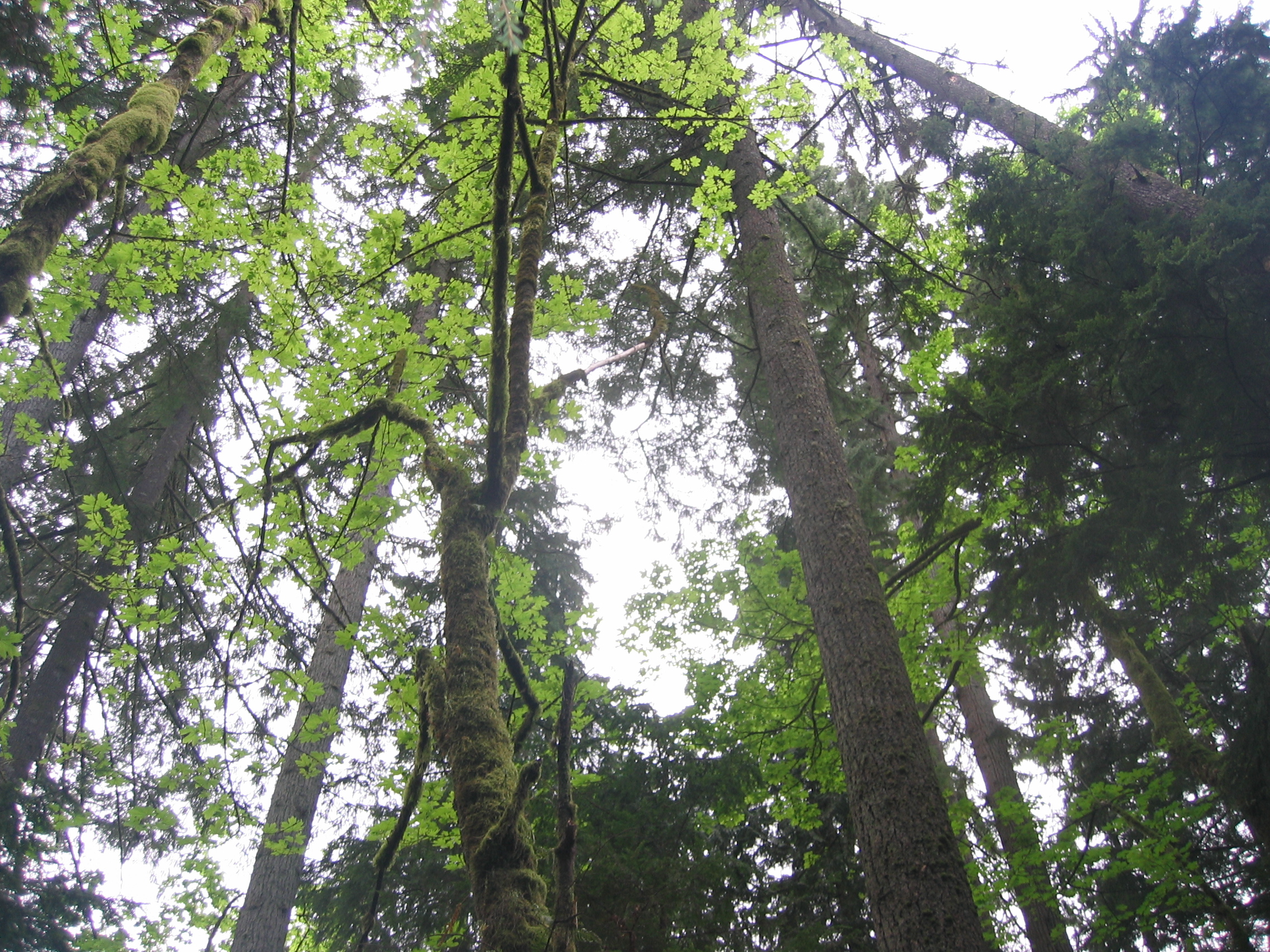
Érables de l'Oregon près de la Capilano River

La Colombie-Britannique est particulièrement renommée pour certains arbres comme le sapin de Douglas, l'épicéa de Sitka, la pruche de l'Ouest, l'érable à grandes feuilles (aussi appelé érable de l'Orégon) et le chêne blanc de l'Oregon. La province est aussi renommée pour ses fleurs notamment les orchidées, mais aussi pour la fleur du cornouiller du Pacifique, aussi appelée cornouiller de Nuttall, (Pacific Dogwood) qui a été choisie comme emblème floral.
Les forêts recouvrent 64 % de la surface de la province.
Depuis le début des années 2000, la Colombie-Britannique subit une pullulation de la dendroctone du pin ponderosa, un coléoptère dont la larve se nourrit dans et sous l'écorce des pins, notamment le pin ponderosa. Cette infestation est considérée par les autorités de la province, comme un problème particulièrement important.

### Faune
La Colombie-Britannique est particulièrement renommée pour la présence de nombreuses espèces d'animaux sauvages, notamment les oiseaux marins, les saumons et les ours. Le ministère de l'environnement de la province estime que 1138 espèces de vertébrés y vivent (dont 488 espèces d'oiseaux, 468 espèces de poissons et 142 espèces de mammifères), ainsi qu'entre 50 000 et 70 000 espèces d'invertébrés (dont 35 000 espèces d'insectes). On dénombre 24 espèces de mammifères qui sont exclusives de la province.

#### Oiseaux de Colombie-Britannique

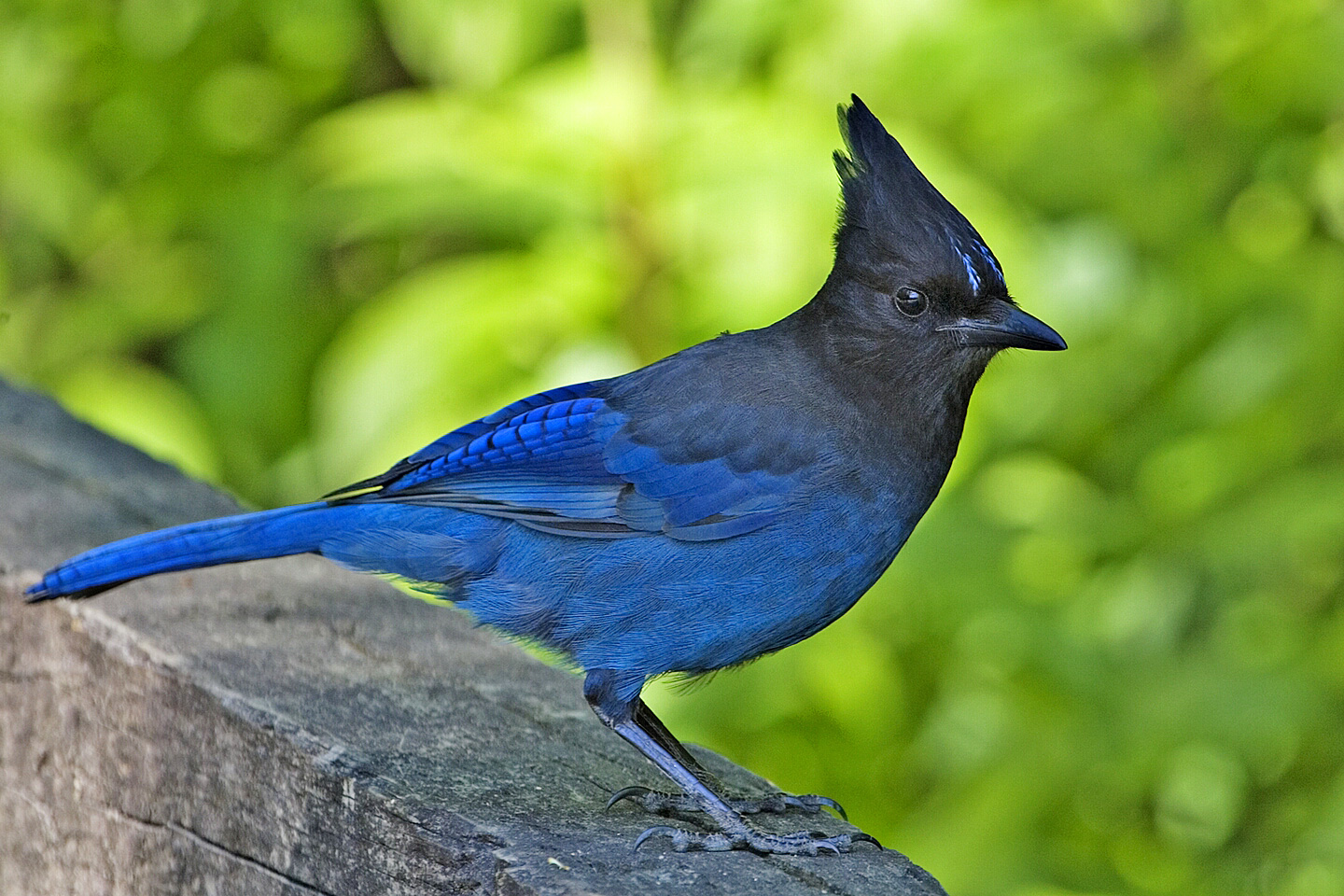
Un geai de Steller dans le parc régional de Campbell Valley (Alan D. Wilson, Nature's Pics)

Plus de 300 espèces d'oiseaux se reproduisent chaque année en Colombie-Britannique, plus que dans n'importe quelle autre province du Canada. La Colombie-Britannique joue un rôle primordial dans les efforts de sauvegarde des oiseaux du Canada.
Le geai de Steller, une des deux espèces de geais bleus, a été choisi comme emblème aviaire officiel de la Colombie-Britannique.

#### Mammifères de Colombie-Britannique
- Ours

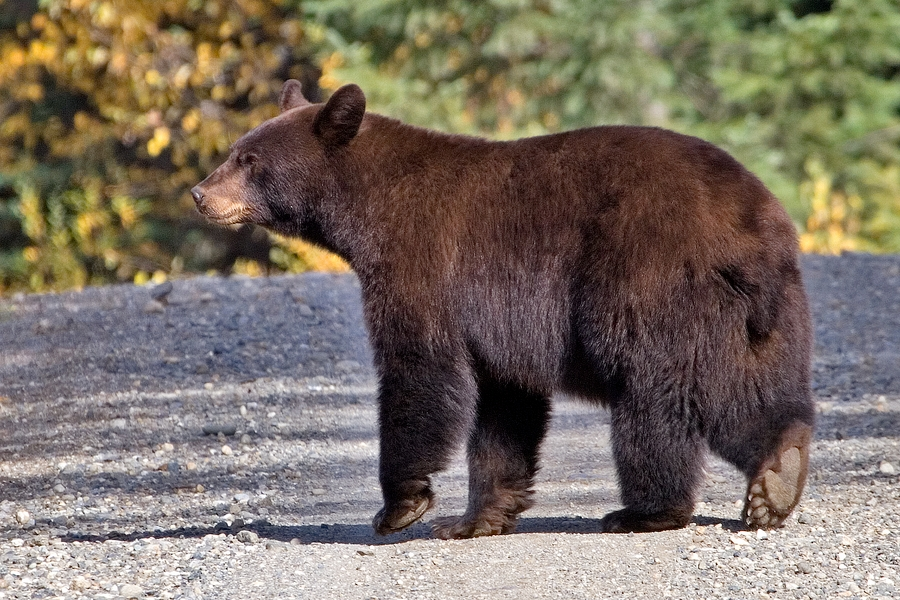
Un ours noir (femelle) sur la péninsule Horsefly à Quesnel Lake (Alan D. Wilson, septembre 2006, Nature's Pics)

L'ours est un animal symbolique de la Colombie-Britannique. L'ours noir y est très présent ; à noter l'existence d'une sous-espèce rare d'ours noir qui est propre à la province : l'ours Kermode (ou « ours esprit ») au pelage d'une couleur blanc crème et qui a été choisi comme emblème animal de la Colombie-Britannique. La province abrite également une population d'ours bruns (« grizzlys »)
- Cervidés et caprins

La province abrite une importante faune de cervidés et caprins, notamment : cerf à queue noire, renne (ou caribou), élan (ou orignal), chèvre des montagnes Rocheuses, mouflon de Dall.
- Épaulard

Les épaulards (ou orques) sont très présents sur les côtes de Colombie-Britannique. On en a même observés certains dans les eaux du port de Vancouver.

## Géographie humaine
La population de la Colombie-Britannique était estimée à 4 413 973 habitants au 1er janvier 2008.
Avant l'arrivée des Européens, la province était habitée par des populations amérindiennes. Leurs descendants sont aujourd'hui estimés à 4,5 % de la population totale. Près de 10 % de la population est d'origine chinoise.

### Régions urbaines

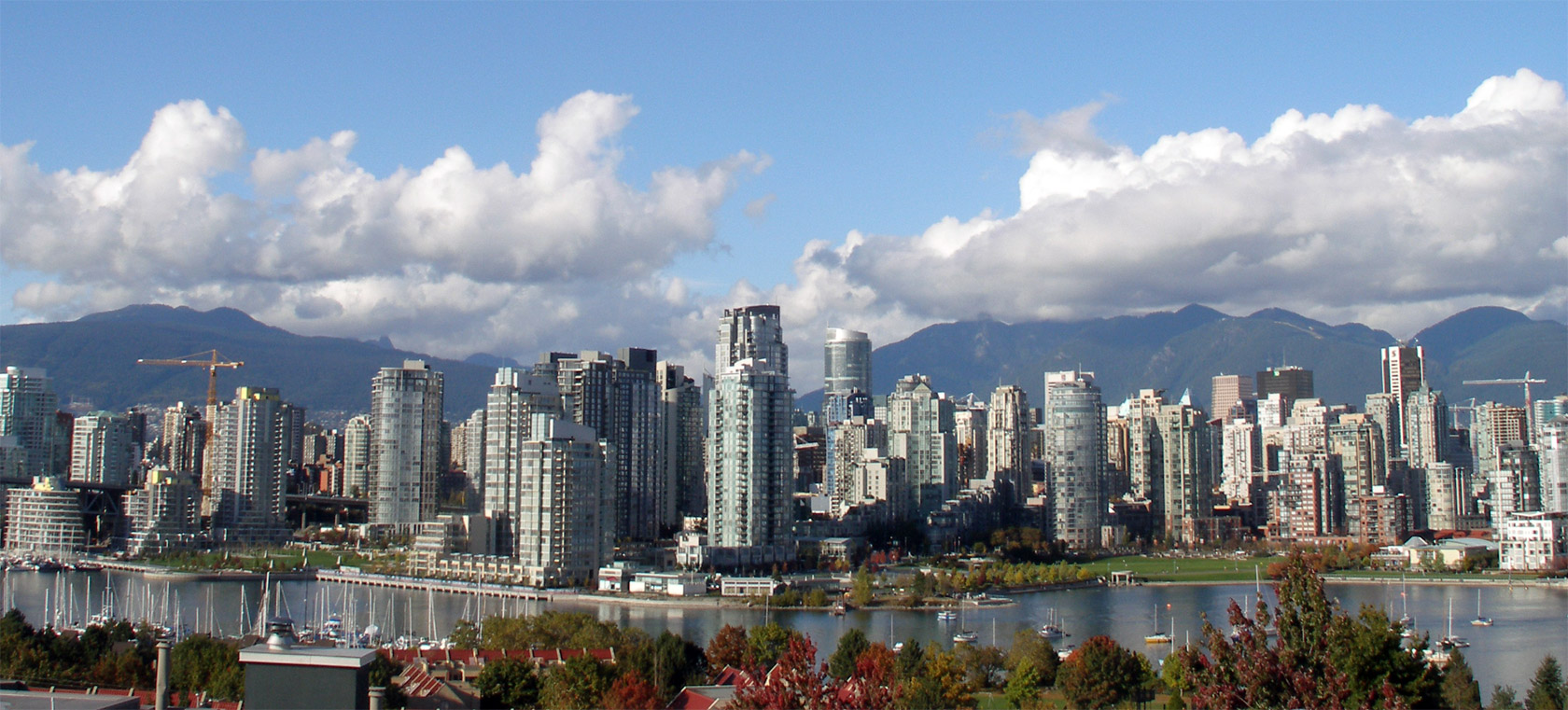
Le centre-ville de Vancouver

La majeure partie de la population (80 %) est concentrée dans les régions urbaines. Celles-ci ne représentent qu'une faible part de la superficie de la province qui a ailleurs conservé un caractère encore très sauvage. Les régions urbaines se situent essentiellement dans les vallées encaissées et les plaines côtières située au sud de la Colombie-Britannique, en effet ce sont des endroits où les terrains sont suffisamment plats et recouverts de sols fertiles et la saison froide y dure moins longtemps que dans le reste de la province. Dans ces zones, la population connait une croissance importante.
Vancouver et son agglomération représentent le pôle urbain le plus dense de la Province. La ville compte l'un des plus importants ports de marine marchande de la côte ouest du continent américain. Ce port est l'une des principales portes d'entrées vers le marché asiatique. La ligne de chemin de fer qui relie les deux océans permet ensuite un acheminement du fret vers l'est du pays.
Le second pôle urbain est situé à la pointe sud de l'île de Vancouver, autour de Victoria, la capitale de la province.

### Statistiques

Répartition par âge et par sexe de la population de Colombie-Britannique

### Géographie politique
La capitale provinciale se situe à Victoria à la pointe sud de l'île de Vancouver.

#### Organisation administrative et politique

##### Niveaux d'organisation locaux
Il existe une dizaine de types d'entités administratives ou politiques :
- City (Ville)
- District (District)
- Indian Government District (District indien)
- Island Municipality (Municipalité ilienne)
- Islands Trust (Groupement d'îles)
- Regional District (District régional)
- Resort Municipality (Municipalité de villégiature)
- Town (Petite ville)
- Township (Parcelle)
- Village (Village)

##### Districts régionaux
La Colombie-Britannique est divisée en 28 districts régionaux qui font office d'autorité locale dans les zones qui ne dépendent pas d'une municipalité incorporée ainsi que pour les affaires régionales concernant des intérêts commun à plusieurs municipalités. Dans ces zones principalement rurales, les districts régionaux fournissent des services comme l'aménagement du territoire, le contrôle des constructions et la protection contre le feu. Ils fournissent également certains services comme la gestion des déchets solides, sur l'ensemble de leur territoire y compris les zones urbaines. Les districts régionaux sont surtout opérationnels et ne disposent que de peu de pouvoirs politiques.